# Mattby metrostation
Mattby (finska: Matinkylä) är en metrostation inom Helsingfors metro som togs i bruk år 2017. 
Stationen ligger i köpcentret Iso Omena i stadsdelen Mattby i Esbo och var ändstation på linje M2 under västmetrons första fas. Innertaket består av vitmålade aluminiumplattor med olika form som skall påminna om lätta sommarmoln och rimfrost.